# Maria Augustyna od Najśw. Serca Jezusa Déjardins
Maria Augustyna od Najśw. Serca Jezusa Déjardins, (fr. Marie-Augustine du Sacré-Cœur de Jésus (świeckie Marie-Madeleine) (ur. 11 czerwca 1760, zm. 17 października 1794 w Valenciennes) – błogosławiona Kościoła katolickiego, męczennica, ofiara prześladowań antykatolickich okresu francuskiej rewolucji.
Maria Augustyna od Najśw. Serca Jezusa Déjardins była siostrą zakonną z klasztoru urszulanek w Valenciennes. Śluby zakonne złożyła w 1781 roku.
Aresztowana została z grupą sióstr prowadzących działalność wychowawczą i wyrokiem trybunału rewolucyjnego została skazana na śmierć i zgilotynowana. 
Przed egzekucją wybaczyła swoim katom przez ucałowanie rąk, a na szafot wzorem męczenników wczesnochrześcijańskich weszła odważnie i z pogodą.
Wspominana jest w dzienną rocznicę śmierci.
Proces informacyjny w diecezji Cabrai toczył się od 15 listopada 1900 do marca 1903 roku. Dekret o braku wcześniejszego publicznego kultu Służebnicy Bożej (non cultu ) ogłoszony został 27 listopada 1907, a dekret o męczeństwie 6 lipca 1919.
Beatyfikacji Marii Augustyny od Najśw. Serca Jezusa Déjardins dokonał 13 czerwca 1920 roku papież Benedykt XV w grupie Męczennic z Valenciennes. 